# Simaetha reducta
Simaetha reducta är en spindelart som först beskrevs av Karsch 1891.  Simaetha reducta ingår i släktet Simaetha och familjen hoppspindlar. Inga underarter finns listade i Catalogue of Life.